# یوتا لیردام
یوتا لیردام (هلندی: Jutta Leerdam؛ زادهٔ ۳۰ دسامبر ۱۹۹۸) اسکیت‌باز سرعت اهل پادشاهی هلند است.